# Robert Droogmans
Robert Droogmans, dit Le Droog ou mister Big attaque, né le 5 septembre 1954, est un ancien pilote de rallye belge.

## Biographie
Il a concouru en championnat d'Europe des rallyes de 1984 à 1993, compétition dont il fut le 1er belge à remporter le titre, en 1990 (avant Patrick Snijers en 1994, et Bruno Thiry en 2003).
Il a par ailleurs terminé 10e du RAC Rally en 1990.
Son copilote était Ronny Joosten, durant pratiquement toute sa carrière sportive.

## Palmarès

### Titres
- Champion d'Europe des rallyes en 1990 sur Lancia Delta Integrale 16V;
- Triple champion de Belgique des rallyes, en 1986 sur Ford RS200, 1987 sur Ford Sierra RS Cosworth, et 1992 sur Ford Sierra RS Cosworth 4x4;
- Vice-champion d'Europe des rallyes en 1989 (3e en 1993; 4e en 1988).

### Victoires en championnat d'Europe
26  (avec Dario Cerrato et Giandomenico Basso, mais derrière Patrick Snijers à 44) 
- 1980, 1983, 1984, 1986, et 1987: critérium (puis "rallye") Lucien Bianchi;
- 1981, 1983: rallye Skoda de Bohème;
- 1983, 1986 et 1987: rallye international du Valais;
- 1984, 1986, 1987 et 1988: rallye Haspengouw;
- 1984, 1987 et 1992: rallye du Condroz-Huy;
- 1986, 1988, 1989 et 1990: rallye d'Ypres;
- 1989, 1990 et 1993: rallye de Pologne;
- 1988 et 1990: rallye ADAC d'Allemagne;
- 1989: rallye Albena (Bulgarie);

### Autres victoires notables
- 1985: 12 Heures de Marche;
- 1986 : Circuit des Ardennes;
- 1986, 1987, 1988, 1992, 1993: Rallye de Wallonie;
- 1979, 1985, 1986, 1987 : Omloop van Vlanderen;
- 1979, 1980, 1982 : Limburgia Rally;
- 1984: 12 Heures de Braine-le-Comte;
- 1992: Rallye des Hautes Fagnes;
- 1992: Rally van Looi;
- 1996, 1997, 2008, 2010, 2011 : Ypres Rally Historic.